# Limbu (Sprache)
Limbu zählt zu den Kiranti-Sprachen, einem Zweig des Tibetobirmanischen, und wird von ca. 361.000 Menschen in Nepal, Bhutan und Indien gesprochen.
Limbu gliedert sich in vier Dialekte:
- Ost-Limbu
  - Pāñcthare
  - Tamarkhole
- West-Limbu
  - Phedappe
  - Chathare

Limbu wird in der Limbu-Schrift geschrieben, Devanagari ist ebenfalls gebräuchlich.